# Episodi di Murder in the First (terza stagione)
La terza ed ultima stagione della serie televisiva Murder in the First, composta da 10 episodi, è stata trasmessa in prima visione assoluta negli Stati Uniti d'America dal canale TNT a partire dal 26 giugno al 4 settembre 2016.
In Italia la stagione è stata trasmessa in prima visione assoluta sul canale a pagamento Premium Crime della piattaforma Mediaset Premium, ogni venerdì sera alle 21:15, dal 7 ottobre al 9 dicembre 2016. In chiaro è andata in onda dal 6 dicembre 2017 al 3 gennaio 2018 su TOP Crime.
| nº | Titolo originale       | Titolo italiano           | Prima TV USA     | Prima TV Italia  |
| -- | ---------------------- | ------------------------- | ---------------- | ---------------- |
| 1  | Normandy Bitch         | La donna di Normandy      | 26 giugno 2016   | 7 ottobre 2016   |
| 2  | Tropic of Cancer       | Tropico del cancro        | 3 luglio 2016    | 14 ottobre 2016  |
| 3  | Black and Blue         | Blu e nero                | 10 luglio 2016   | 21 ottobre 2016  |
| 4  | The Barbers of Seville | I barbieri di Siviglia    | 17 luglio 2016   | 28 ottobre 2016  |
| 5  | Follow the Money       | La pista dei soldi        | 24 luglio 2016   | 4 novembre 2016  |
| 6  | Sam I Am               | Sam e l'arte della fuga   | 31 luglio 2016   | 11 novembre 2016 |
| 7  | Let's Make a Deal      | Facciamo un patto         | 14 agosto 2016   | 18 novembre 2016 |
| 8  | Daddy Dearest          | Il paparino               | 21 agosto 2016   | 25 novembre 2016 |
| 9  | Rise of the Phoenix    | La rinascita della fenice | 28 agosto 2016   | 2 dicembre 2016  |
| 10 | Kat's Meow             | Il sacrificio             | 4 settembre 2016 | 9 dicembre 2016  |